# Bhind (huyện)
Huyện Bhind là một huyện thuộc bang Madhya Pradesh, Ấn Độ. Thủ phủ huyện Bhind đóng ở Bhind. Huyện Bhind có diện tích 4459 ki lô mét vuông. Đến thời điểm năm 2001, huyện Bhind có dân số 1426951 người.